# 東濃信用金庫
東濃信用金庫（とうのうしんようきんこ、英語：Tono Shinkin Bank）は、岐阜県多治見市に本店を置く信用金庫。愛称はとうしん。
ATMでは、岐阜信用金庫・大垣西濃信用金庫・高山信用金庫・関信用金庫・八幡信用金庫を含む全国の信用金庫（しんきんATMゼロネットサービス）のキャッシュカードによる入出金と十六銀行のキャッシュカードによる出金の利用手数料は自信金扱いとなる。

## 沿革
- 1979年（昭和54年）4月1日 - 多治見信用金庫、岐陶信用金庫、土岐津信用金庫が合併し、あらたに東濃信用金庫が設立される。
- 2001年（平成13年）11月19日 - 瑞浪商工信用組合の事業の全部を譲り受ける。
- 2021年（令和3年）8月8日 - この日から磁気の影響を受けにくい新しい通帳（Hi-Co通帳）を取扱開始した(Hi-Co通帳に対応していない信用金庫ATMではHi-Co通帳は使えない。)[1]。
- 2023年（令和5年）3月7日 - 本店グランドオープン[2]。

## 営業エリア
岐阜県東濃地区　
多治見市・土岐市・瑞浪市・恵那市・中津川市
岐阜県中濃地区
可児市・美濃加茂市・関市（旧武儀郡を除く）・可児郡・加茂郡
岐阜県岐阜地区
岐阜市・各務原市・岐南町・笠松町　
愛知県名古屋市　
東区・北区・守山区・千種区・名東区・中区・天白区・昭和区・西区
愛知県尾張地区　
春日井市・小牧市・犬山市・瀬戸市・尾張旭市・江南市・岩倉市・一宮市（旧尾西市を除く）・北名古屋市・長久手市・丹羽郡・豊山町

## 地方公共団体取引
東濃信用金庫は岐阜県内の5市3町の指定金融機関業務を受託している。多治見市・瑞浪市・土岐市・可児市は十六銀行と、美濃加茂市は十六銀行と大垣共立銀行とで輪番制になっている。
- 多治見市：1977年（昭和52年）3月 -
- 美濃加茂市：1980年（昭和55年）4月 -
- 瑞浪市：1981年（昭和56年）10月 -
- 土岐市：1982年（昭和57年）4月 -
- 可児市：1983年（昭和58年）4月 -
- 御嵩町：1988年（昭和63年）10月 -
- 八百津町：1989年（平成元年）12月 -
- 川辺町：1994年（平成6年）6月 -

## 日曜営業・土曜営業
東濃信用金庫の特色として、休日も営業している点がある。
預金の入金出金、振込みの予約等のほか相談業務も行っており通常営業日と同様のサービスを提供している。
- 2004年（平成16年）3月 - 下恵土支店：サンデーバンキング開始。
- 2006年（平成18年）3月 - 小牧支店：サンデーバンキング開始。
- 2006年（平成18年）12月 - 鷹来支店：サタデーバンキング開始。
- 2007年（平成19年）9月 - 本店営業部：サンデーバンキング開始。

## 関連子会社
- とうしん信用保証株式会社
- とうしんリース株式会社

## エピソード
本金庫の前身の一つである多治見信用金庫は、1960年代前半ごろから当時の本店（現在の東濃信用金庫本町支店）屋上の行名塔下に設置された日本楽器製造のミュージックサイレンを、平休日問わず1日4回流しており（下記参照）、多治見市内の名物となっていた。その後開店した支店の一部（名古屋支店、春日井支店など）にも同様の装置が設置され、1979年（昭和54年）の東濃信用金庫合併発足後も旧多治見信用金庫店舗では引き続き実施していたが、騒音問題や装置の老朽化などもあり、1980年代前半には廃止され、ミュージックサイレンの本体も撤去された。
- 7:00 - 朝はどこから（橋本國彦作曲）
- 12:00 - 草競馬（フォスター作曲）
- 17:00 - 夕やけ小やけ（草川信作曲） - 当時、店舗周辺の小学生たちはこれを合図に帰宅していた。
- 21:00 - 月の沙漠（佐々木すぐる作曲）

※ 時刻は全て日本標準時。ちなみに、「草競馬」以外の3曲は日本の歌百選に選出されている。